# 볼츠만 분포

볼츠만 인자 p _{i} / 여러 에너지 차이 ε _{i에} 대한 온도 T 의 함수로서의 p _{j} (수직 축) - ε _{J.}

통계 역학 및 수학에서 볼츠만 분포(Boltzmann distribution)는 시스템이 해당 상태의 에너지와 온도의 함수로 특정 상태 에 있을 확률을 제공하는 확률 분포 또는 확률 척도이다. 체계. 분포는 다음과 같은 형식으로 표현된다.
{\displaystyle p_{i}\propto e^{-{\varepsilon _{i}}/{(kT)}}}
여기서 pi는 시스템이 상태 i 에 있을 확률이고 εi는 해당 상태의 에너지이며 kT 는 볼츠만 상수 k 와 열역학적 온도 T 의 곱이다. {\textstyle \propto } 은 비례를 나타낸다.
여기서 시스템이라는 용어는 매우 넓은 의미를 갖는다. 그것은 '충분한 수'의 원자(단, 단일 원자는 아님)의 집합에서 천연 가스 저장 탱크 와 같은 거시적 시스템에 이르기까지 다양하다. 따라서 볼츠만 분포는 매우 다양한 문제를 해결하는 데 사용할 수 있다. 분포는 에너지가 낮은 상태가 항상 점유될 확률이 더 높다는 것을 보여준다.
두 상태의 확률 비율 은 볼츠만 인자로 알려져 있으며 특징적으로 상태의 에너지 차이에만 의존한다.
{\displaystyle {\frac {p_{i}}{p_{j}}}=e^{{(\varepsilon _{j}-\varepsilon _{i})}/{(kT)}}}
1868년 열평형 상태의 가스 통계 역학 연구 중에 처음 공식화한 루트비히 볼츠만의 이름을 따서 명명되었다. Boltzmann의 통계 작업은 그의 논문 "On the Relationship between the Second Fundamental of the Theory of Heat and Probability Calculations about the Conditions for Thermal Equilibrium" 분포는 나중에 1902년 기브스에 의해 현대적인 일반 형태로 광범위하게 조사되었다.
일반화된 볼츠만 분포는 엔트로피의 통계역학 정의( 깁스 엔트로피 공식 {\textstyle S=-k_{\mathrm {B} }\sum _{i}p_{i}\log p_{i}} ) 및 엔트로피의 열역학적 정의( {\textstyle \mathrm {d} S={\frac {\delta Q_{\text{rev}}}{T}}}, 그리고 기본적인 열역학 관계 ).
볼츠만 분포는 맥스웰-볼츠만 분포 또는 맥스웰-볼츠만 통계와 혼동되어서는 안 된다. 볼츠만 분포는 시스템이 해당 상태 에너지의 함수로 특정 상태에 있을 확률을 제공하는 맥스웰-볼츠만 분포는 이상 기체 의 입자 속도 또는 에너지 확률을 제공한다.

## 분포
볼츠만 분포는 확률 분포를 그 상태의 에너지 및 온도의 함수이다. 다음과 같이 주어진다.
{\displaystyle p_{i}={\frac {1}{Q}}}{e^{-{\varepsilon }_{i}/(kT)}={\frac {e^{-{\varepsilon }_{i}/(kT)}}{\sum _{j=1}^{M}{e^{-{\varepsilon }_{j}/(kT)}}}}}
p가 난 상태 I의 확률이고, i 개의 상태의 에너지 난을 ε 볼츠만 상수 K, T는 시스템의 절대 온도, M은 관심의 시스템에 액세스하는 모든 상태의 수이다. 정규화 분모 Q (일부 작성자는 Z 로 표시)는 정규 분할 함수이다.
{\displaystyle Q={\sum _{i=1}^{M}{e^{-{\varepsilon }_{i}/(kT)}}}}
모든 접근 가능한 상태의 확률을 합하면 1이 되어야 한다는 제약 조건에서 비롯된다.
볼츠만 분포는 엔트로피를 최대화하는 분포이다.
{\displaystyle H(p_{1},p_{2},\cdots ,p_{M})=-\sum _{i=1}^{M}p_{i}\log _{2}p_{i}}
라는 제약 조건에 따라 {\textstyle \sum {p_{i}{\varepsilon }_{i}}} 특정 평균 에너지 값과 같다( 라그랑주 승수를 사용하여 증명할 수 있음).
관심 시스템에 액세스할 수 있는 상태의 에너지를 알고 있으면 분할 함수를 계산할 수 있다. 원자의 경우 파티션 함수 값은 NIST 원자 스펙트럼 데이터베이스에서 찾을 수 있다.
분포는 에너지가 낮은 상태가 에너지가 높은 상태보다 항상 차지할 확률이 더 높다는 것을 보여준다. 또한 점령 중인 두 상태의 확률 사이의 양적 관계를 제공할 수도 있다. 상태 i 와 j에 대한 확률의 비율은 다음과 같이 주어진다.
{\displaystyle {\frac {p_{i}}{p_{j}}}=e^{({\varepsilon }_{j}-{\varepsilon }_{i})/(kT)}}
여기서 p i는 상태 i 의 확률, p j 상태 j 확률, ε i 와 ε j는 각각 상태 i 와 j 의 에너지이다. 에너지 준위 인구의 해당 비율은 퇴화 도 고려해야 한다.
볼츠만 분포는 원자나 분자와 같은 입자가 접근할 수 있는 경계를 넘어선 분포를 설명하는 데 자주 사용된다. 많은 입자로 구성된 시스템이 있는 경우 입자가 상태 i에 있을 확률은 실제로 해당 시스템에서 임의의 입자를 선택하고 어떤 상태인지 확인하면 상태 i에 있음을 찾을 확률이다. . 이 확률은 상태 i 의 입자 수를 시스템의 총 입자 수로 나눈 값, 즉 상태 i를 차지하는 입자의 비율과 같다.
{\displaystyle p_{i}={\frac {N_{i}}{N}}}
여기서 Ni 는 상태 i 의 입자 수이고 N 은 시스템의 총 입자 수이다. 우리는 볼츠만 분포를 사용하여 우리가 보았듯이 상태 i에 있는 입자의 비율과 동일한 이 확률을 찾을 수 있다. 따라서 상태 i 의 입자 비율을 해당 상태 에너지의 함수로
{\displaystyle {\frac {N_{i}}{N}}={\frac {e^{-{\varepsilon }_{i}/(kT)}}{\sum _{j=1}^{M}{e^{-{\varepsilon }_{j}/(kT)}}}}}
이 방정식은 분광학에서 매우 중요하다. 분광학에서 우리는 한 상태에서 다른 상태로 전이되는 원자 또는 분자 의 스펙트럼 라인을 관찰한다. 이것이 가능하려면 전이를 겪을 첫 번째 상태의 일부 입자가 있어야 한다. 우리는 이 조건이 첫 번째 상태에서 입자의 분율을 구함으로써 충족됨을 알 수 있다. 무시할 수 있는 경우에는 계산이 수행된 온도에서 전이가 관찰되지 않을 가능성이 매우 높다. 일반적으로 첫 번째 상태의 분자 비율이 클수록 두 번째 상태로의 전이 횟수가 더 많다. 이것은 더 강한 스펙트럼 라인을 제공한다. 그러나 스펙트럼 선의 강도에 영향을 미치는 다른 요소가 있다(예: 허용 된 전환 또는 금지된 전환) .
머신러닝에서 일반적으로 사용되는 소프트맥스 함수는 볼츠만 분포와 관련이 있다.

## 통계역학에서
볼츠만 분포는 열 평형 (에너지 교환에 대한 평형)에 있는 고정 구성의 닫힌 시스템을 고려할 때 통계 역학에서 나타난다. 가장 일반적인 경우는 표준 앙상블에 대한 확률 분포이다. 일부 특별한 경우(정규 앙상블에서 파생됨)는 다양한 측면에서 볼츠만 분포를 보여준다.
Canonical 앙상블 (일반적인 경우)
표준 앙상블 은 열 수조와 열 평형 상태에서 고정 체적의 닫힌 시스템의 다양한 가능한 상태에 대한 확률을 제공한다. 표준 앙상블은 볼츠만 형식의 상태 확률 분포를 갖는다.
하위 시스템 상태의 통계 빈도(비상호작용 컬렉션에서)
관심 시스템이 더 작은 하위 시스템의 상호 작용하지 않는 많은 복사본의 모음인 경우 컬렉션 중에서 주어진 하위 시스템 상태의 통계적 빈도를 찾는 것이 때때로 유용하다. 표준 앙상블은 이러한 컬렉션에 적용될 때 분리 가능성의 속성을 갖는다. 상호 작용하지 않는 하위 시스템이 고정 구성을 갖는 한, 각 하위 시스템의 상태는 다른 하위 시스템과 독립적이며 표준 앙상블도 특징이다. 결과적 으로 하위 시스템 상태의 예상 통계적 빈도 분포는 Boltzmann 형식을 갖는다.
고전 가스의 Maxwell–Boltzmann 통계 (비상호작용 입자 시스템)
입자 시스템에서 많은 입자는 동일한 공간을 공유하고 정기적으로 서로 위치를 바꾼다. 그들이 차지하는 단일 입자 상태 공간은 공유 공간이다. Maxwell-Boltzmann 통계는 평형 상태에서 상호 작용하지 않는 입자 의 고전적인 기체에서 주어진 단일 입자 상태에서 발견되는 예상 입자 수를 제공한다. 이 예상 숫자 분포는 볼츠만 형식을 갖는다.
이러한 경우는 매우 유사하지만 중요한 가정이 변경될 때 서로 다른 방식으로 일반화되기 때문에 구별하는 것이 도움이 된다.
- 시스템이 에너지 교환 및 입자 교환 과 관련하여 열역학적 평형 상태에 있을 때 고정 구성의 요구 사항이 완화되고 표준 앙상블보다 큰 바른틀 앙상블이 획득된다. 반면에 구성과 에너지가 모두 고정되어 있으면 작은 바른틀 앙상블 이 대신 적용된다.
- 모음 내의 서브 시스템이 서로 상호 작용 할 경우, 서브 시스템의 예상 주파수는 더 이상 볼츠만 분포를 따르지 않는다.[10] 그러나 표준 앙상블은 전체 시스템이 열 평형 상태에 있는 경우 전체 시스템으로 간주되는 전체 시스템 의 집합적 상태에 여전히 적용될 수 있다.
- 상호 작용하지 않는 입자의 양자 가스가 평형 상태에 있을 때, 주어진 단일 입자 상태에서 발견되는 입자의 수는 Maxwell-Boltzmann 통계를 따르지 않으며, 표준 앙상블에서 양자 가스에 대한 단순 폐쇄형 표현이 없다. 그랜드 캐노니컬 앙상블에서 양자 가스의 상태 채우기 통계는 입자가 각각 페르미온 인지 보존 인지에 따라 페르미-디락 통계 또는 보스-아인슈타인 통계로 설명된다.

## 수학에서
보다 일반적인 수학적 설정에서 볼츠만 분포는 깁스 측정 이라고도 한다. 통계 및 기계 학습에서는 로그 선형 모델 이라고 한다. 딥 러닝에서 볼츠만 분포는 볼츠만 기계, 제한된 볼츠만 기계, 에너지 기반 모델 및 심층 볼츠만 기계와 같은 확률적 신경망 의 샘플링 분포에 사용된다. 딥 러닝에서 볼츠만 머신 은 비지도 학습 모델 중 하나로 간주된다. 딥 러닝에서 볼츠만 기계 의 설계에서 노드의 수가 증가함에 따라 실시간 응용 프로그램에서 구현의 어려움이 중요해지기 때문에 제한적 볼츠만 기계 라는 다른 유형의 아키텍처가 도입되었다.
배출권 거래에서 허가를 할당하기 위해 볼츠만 분포를 도입할 수 있다. Boltzmann 분포를 사용하는 새로운 할당 방법은 여러 국가에서 배출 허가의 가장 가능성 있고 자연적이며 편향되지 않은 분포를 설명할 수 있다.
Boltzmann 분포는 다항 로짓 모델과 같은 형식을 갖는다. 이산 선택 모델로서 이것은 Daniel McFadden 이 무작위 효용 극대화와 연결한 이후로 경제학에서 매우 잘 알려져 있다.

## 같이 보기
- 보스-아인슈타인 통계
- 페르미-디랙 통계
- 소프트맥스 함수